# Заремби-Крамкі
Заремби-Крамкі (пол. Zaręby-Kramki) — село в Польщі, у гміні Замбрув Замбровського повіту Підляського воєводства.
Населення — 83 особи (2011).
У 1975-1998 роках село належало до Ломжинського воєводства.

## Демографія
Демографічна структура станом на 31 березня 2011 року:
|          | Загалом | Допрацездатний вік | Працездатний вік | Постпрацездатний вік |
| -------- | ------- | ------------------ | ---------------- | -------------------- |
| Чоловіки | 48      | 6                  | 38               | 4                    |
| Жінки    | 35      | 10                 | 18               | 7                    |
| Разом    | 83      | 16                 | 56               | 11                   |